# 성경 무류성
성경 무류성, 성경 무류론(Biblical infallibility)은 신앙과 그리스도인의 실천 문제에 관해 성경이 말하는 내용이 전적으로 유용하고 참되다는 믿음이다. 성경은 구원과 신앙생활의 지침으로서 전적으로 신뢰할 수 있으며, 그 목적을 반드시 이루실 것이라는 믿음이다.

## 배경
역사적으로 유대교와 기독교 성경 해석가들은 성경을 신뢰할 수 있고 신뢰할 수 있다고 여겼다. 그러나 그러한 견해는 진실성을 역사성, 과학성, 심지어 사실성과 동일시하는 것을 의미하지 않는다. 성경의 무류성 개념은 19세기와 20세기 초에 주류 기독교 교파 내에서 모더니즘을 향한 전반적인 운동에 반대하는 근본주의적 반동으로 개신교 교회에서 기반을 마련했다.
가톨릭 교회에서는 이러한 반응으로 인해 교황 무류성이라는 개념이 생겨났고, 복음주의 교회에서는 성경의 무류성이 주장되었다. "두 운동 모두 전통적 권위의 침식에 반대하는 신학적 입장과 이데올로기적, 정치적 입장의 종합을 대표한다. 둘 다 반현대적이고 문자주의적이다."
당시 로마 카톨릭과 복음주의 우파 사이에는 공통점이 거의 없었음에도 불구하고, 성서적 우월성과 교황 우월성에 대한 이 두 가지 재공식은 서구 종교를 휩쓸고 있는 종교 권위의 위기에 대한 반항적인 주장을 나타냈다.

## 같이 보기
- 문자주의
- 기독교 근본주의
- 자유 무슬림 운동